# Buenaventura Lakes, Florida
Buenaventura Lakes är en ort (CDP) i Osceola County, i delstaten Florida, USA. Enligt United States Census Bureau har orten en folkmängd på 26 079 invånare (2010) och en landarea på 14,4 km².